# Сенькив, Тарас Николаевич
Тарас Николаевич Сенькив (укр. Сеньків Тарас Миколайович; 23 июня 1989, Львов, Украина) — украинский саночник, участник Зимних Олимпийских игр.
Государственных наград не имеет.

## Статистика

### Двойки
Партнёр по саням — Захаркив, Роман Ярославович
| Соревнование/Год             | 2010 |
| ---------------------------- | ---- |
| Зимние Олимпийские игры      | 19   |
| Кубок мира по санному спорту | 27   |